# 劉欣宜
劉欣宜（英語：Miyoko Yan Yee LAU，1988年10月21日—），生於香港，少女模特兒，父親為公務員，母親為家庭主婦，有一名兄長。中五畢業後，她在香港專業教育學院沙田分校設計系文憑畢業後，便開始在產品設計公司任設計師，其後參加2006年、2007年和2008年電子遊戲展暨動漫節，其中扮演Bandai遊戲女郎獲勝，2008年，她和李曼筠等有關人士出演《Sony高清寶寶》代言人。因為身材豐滿，故此被稱為「E Cup Baby」。
2016年3月26日，已退出娛樂圈和現時為空中小姐的劉欣宜，與出身小康之家的音樂人男友陳子敏舉行婚禮。
2020年12月11日，香港航空宣佈即日起解僱250名機組人員，已任職香港航空達7年，時任機艙乘務長的劉欣宜於其社交網站宣佈被裁。

## 電視節目
- 2009年《美女廚房 (第二輯)》
- 2010年《一念之間》
- 2011年《廉政行動2011》

## 寫真集
- 2009年《夏之盛放》

## 外部連結
- 劉欣宜相集 （页面存档备份，存于）
- E Cup Baby！34E爆乳劉欣宜　在香港演藝圈爆紅 （页面存档备份，存于）